# Stamboom Maria van Nassau-Weilburg
|             | Stamboom Augusta Maria Carolina van Nassau-Weilburg (1764-1802)                                      | Stamboom Augusta Maria Carolina van Nassau-Weilburg (1764-1802)                                |
| ----------- | --- | ---------------------------------------------------------------------------------------------- |
| Grootouders | Karel August van Nassau-Weilburg (1685-1753) x 1723 Augusta Frederika van Nassau-Idstein (1699-1750) | Willem IV van Oranje-Nassau (1711-1751) x 1734 Anna van Hannover (1709-1759)                   |
| Ouders      | Karel Christiaan van Nassau-Weilburg (1735-1788) x 1760 Carolina van Oranje-Nassau (1743-1787)       | Karel Christiaan van Nassau-Weilburg (1735-1788) x 1760 Carolina van Oranje-Nassau (1743-1787) |
|             | Augusta Maria Carolina van Nassau-Weilburg (1764-1802)                                               |                                                                                                |
| Kinderen    | Geen                                                                                                 | Geen                                                                                           |